# Impatiens vivekananthanii
Impatiens vivekananthanii är en balsaminväxtart som beskrevs av J.R.N.Dessai och Janarth. Impatiens vivekananthanii ingår i släktet balsaminer, och familjen balsaminväxter. Inga underarter finns listade i Catalogue of Life.